# Kano (hudební skupina)
Kano je post-discový hudební projekt zformovaný v roce 1979 italskými hudebníky a zároveň producenty Lucianem Ninzattiem, Stefanem Pulgou a Matteo Bonsantem. Kano také jako jedna z mála skupin dopomohla vzniku tanečnímu stylu s názvem Italo-disco, směs disca ze sedmdesátých let, funku, Hi-NRG za použití většího počtu syntetizérů a vocoderů.

## Historie
Projekt byl v Itálii neoficiálně znám jako jedna z prvních skupin přinášející nové trendy syntetizérů a elektronických nástrojů (včetně modulu známého jako Vocodér) s některými prvky funku, což ovlivnilo evoluci jisté taneční hudby, trend jenž se nazývá "Italo-Disco" a produkuje se hlavně v Itálii.
Revoluční sound skupiny Kano se dal zaslechnout v rozhlasových stanicích a v tanečních klubech po celém světě kde se pouštělo například jejich debutní hitovka "I'm Ready" z jejich pojmenovaného alba po sobě (které obsahovalo průměrně úspěšnou skladbu "It's a War" či podceňovanou a přehlíženou instrumentální skladbu, "Cosmic Voyager").
Kano nejenom ovlivnilo Italo-Disco, ale také přispělo k vzrůstající hip-hop kultuře, jelikož "I'm Ready" se brzy stal breakdancovou klasikou a dosáhl 21. příčky v Billboard R&B Singles v roce 1981.
Skupina po svém debutním albu v roce 1980 vyvinula ještě dvě další alba, včetně "New York Cake" z roku 1981 (obsahující písně jako "Don't Try to Stop Me" či "Can't Hold Back") a "Another Life" z roku 1983 (obsahuje píseň "I Need Love"), jenž zde také přispěl svojí přítomností zpěvák původem ze západní Indie, Glen White. Poslední píseň této skupiny byla "This is the Night" z roku 1985.
"I'm Ready" se později několikrá použil jako vzorek pro písně jako "Hokie Pokie" (1986), "Flashlight in a Disconight" (1987), "Whoomp! (There It Is)" (1993), "Another Life" (2003) či "Discopolis" (2005).

## Členové
- Luciano Ninzatti (kytary)
- Stefano Pulga (klávesy)
- Dino D'Autorio (baskytara)
- Julius Farmer (baskytara)
- Flaviano Cuffari (bicí)
- Maurizo Preti (perkuse)

## Diskografie

### Singly v hitparádě
| Rok  | Název písně        | R&B | Singles | Singles | Singles |
| ---- | ------------------ | --- | ------- | ------- | ------- |
| 1981 | "I'm Ready"        | #21 | ―       | ―       | ―       |
| 1981 | "Baby Not Tonight" | ―   | #3      | ―       | ―       |
| 1983 | "Queen of Witches" | ―   | ―       | #64     | ―       |
| 1983 | "Baby Not Tonight" | ―   | #29     | #10     | #8      |
| 1983 | "Another Life"     |     | #32     | #10     | #8      |

#### Zbytek singlů
- "It's a War" (1980)
- "Now Baby Now" (1980)
- "Ahjia" (1980)
- "Cosmic Voyager" (1980)
- "Don't Try to Stop Me" (1981)
- "Can't Hold Back (Your Lovin')" (1982)
- "I Need Love" (1983)
- "China Star" (1983)
- "Ikeya Seki" (1983)
- "This Is the Night" (1985)
- "Another Life (Remix '91)" (1991)
- "Another Life 2000" (1999)
- "We Are Ready (přepracovaná verze písně "I'm Ready")" (2006)

### Alba
| Rok  | Album         | Label              | R&B Chart | Pop Chart |
| ---- | ------------- | ------------------ | --------- | --------- |
| 1980 | Kano          | Mirage , Full Time | #26       | ―         |
| 1981 | New York Cake | Mirage , Full Time | #53       | #189      |
| 1983 | Another Life  | TELDEC , Full Time | ―         | ―         |
| 1990 | Greatest Hits | Unidisc            | ―         | ―         |

## Exeterní odkazy
- Stránka skupiny na Discogs (anglicky)